# Manuel Fernández Almeyda
Manuel Fernández y Almeyda, escrito a veces su segundo apellido Almeida, fue un militar español. Vicealmirante de la Armada de España, fue Capitán general del Departamento de Cádiz en 1931.

## Biografía
Fue Comandante general del arsenal de la Carraca y en mayo de 1931 fue nombrado Capitán general interino del Departamento de Cádiz, luego provincia marítima de Cádiz.
El 21 de abril de 1934, una vez otorgada la amnistía al general Sanjurjo, Fernández Almeyda lo visitó en la prisión del Castillo de Santa Catalina para comunicárselo.